# Jarqoʻrgʻon
Jarqoʻrgʻon (uzb. cyr.: Жарқўрғон; ros.: Джаркурган, Dżarkurgan) – miasto w południowo-wschodnim Uzbekistanie, w wilajecie surchandaryjskim, na prawym brzegu Surchan-darii, siedziba administracyjna tumanu Jarqoʻrgʻon. W 1989 roku liczyło ok. 11,5 tys. mieszkańców. Ośrodek przemysłu włókienniczego. W mieście znajduje się zabytkowy minaret z XII wieku.
Miejscowość otrzymała prawa miejskie w 1973 roku.